# Großnaundorf
Großnaundorf és un municipi alemany que pertany a l'estat de Saxònia. Es troba a 25 kilòmetres de Dresden i a 7 kilòmetres al nord-est de Pulsnitz. Comprèn els districte de Großnaundorf i Mittelbach.